# Hipótesis de Duesberg
La hipótesis de Duesberg, llamada así por su creador, el biólogo molecular y profesor de California en Berkeley, Peter Duesberg, consiste en afirmar que el Síndrome de la Inmunodeficiencia Adquirida (SIDA) no es ocasionado por el Virus de la Inmunodeficiencia Humana (VIH) sino debido al uso de drogas recreativas y farmacéuticas (entre ellas varios antivirales) además de considerar al VIH como un virus pasajero inofensivo. Esta teoría es defendida por reconocidos miembros de la comunidad científica entre ellos el mismo Duesberg, el bioquímico David Rasnick, el premio Nobel de Química Kary Mullis, la periodista Celia Farber y el expresidente de Sudáfrica Thabo Mbeki, entre otros. 

## Definición del SIDA
El Síndrome de la Inmunodeficiencia Adquirida (SIDA) es un espectro de condiciones resultante de una infección por el Virus de la Inmunodeficiencia Humana (VIH). Este virus se transmite por contacto sexual, de madre a hijo (ya sea por lactancia, por vía placentaria o durante el nacimiento), transfusiones de sangre infectada o por el uso de agujas contaminadas durante la inoculación de drogas intravenosas. Las personas que corren mayor riesgo de contraer SIDA son aquellas que no practican el sexo seguro, usuarios de drogas y personas que reciben múltiples transfusiones sanguíneas. Aunque es endémico del oeste del África subsahariana el origen del VIH no está bien definido. El VIH compromete al sistema inmune y en consecuencia las defensas del cuerpo a infecciones se debilitan. Un portador del VIH puede mantenerse asintomático durante años pero eventualmente se manifiesta el espectro de condiciones conocidas como SIDA. Aunque se trata de una enfermedad letal el uso de medicamentos antirretrovirales permite prolongar el tiempo de supervivencia.

### Orígenes del VIH
Con base en aproximaciones estadísticas se estima que el VIH tuvo su origen en África Central muy probablemente en Kinshasa (actual República Democrática del Congo) en la década de los 20 del siglo pasado, siendo el primer foco de transmisión de los casos pre-pandémicos de los 60 aunque no fue hasta 1981 en Nueva York, Estados Unidos, donde se reportaron los primeros casos de lo que actualmente se conoce como SIDA. Hay evidencia de que el VIH (específicamente el VIH-1 grupo M [pandémico]) puede provenir de poblaciones de chimpancé (Pan troglodytes troglodytes) que habitan al sur de Camerún por lo que esta especie de simio podría ser el reservorio natural del VIH-1 ya que en muestras de materia fecal se encontraron anticuerpos contra el virus SIVcpz (el cual comparte muchas similitudes a nivel genético con el VIH-1). Antes se creía que el VIH había mutado a partir de otro virus llamado SIV (Virus de la Inmunodeficiencia Simia) cuyo reservorio natural son los monos verdes del género Chlorocebus. Ahora se sabe que el SIVcpz, el virus progenitor del VIH-1, surgió como un recombinante de ancestros de linajes de SIV que infectaban a monos rojos del género Cercopithecus en el oeste de África central. El SIV consiguió cruzar entre ambas especies de primates, al coexistir éstas en el mismo hábitat y compartir las mismas fuentes de alimento, y, consecuentemente, cruzó al ser humano en un proceso conocido como zoonosis cuando los cazadores que habitaban dicha región del África central se alimentaron tanto de chimpancés como de cercopitecos. Cabe mencionar que también existe el VIH-2, aunque éste es menos virulento y parece estar confinado a una área no muy extensa al oeste de África central.

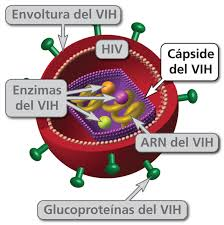
Virus de la Inmunodeficiencia Humana

## Teorías alternativas sobre la relación entre el VIH y el SIDA
El conjunto de teorías que niegan que el VIH sea el responsable directo del SIDA tuvo sus orígenes al mismo tiempo que se descubrió que el VIH era el causante directo del SIDA. A principios de los 80 el SIDA era conocido como GRID (Gay-Related Immune Deficiency o Deficiencia Inmune Asociada a los Homosexuales) y se desconocía su causa, aunque se sabía que demográficamente afectaba más a varones homosexuales. No fue hasta 1984 que los doctores Robert Gallo y Luc Montagnier identificaron positivamente al Virus de la Inmunodeficiencia Humana como causante del SIDA. El primer nombre del virus fue HTLV-III. Antes de esa fecha se habían barajado varias teorías acerca del probable origen del VIH.

### Hipótesis de Segal
En 1985 el Dr. Jakob Segal, un profesor de biología retirado y exdirector del Instituto de Biología General de la Universidad de Berlín Oriental publicó un folleto titulado "SIDA: el hogar de los Estados Unidos hizo el mal; No se importó de África",  en él mencionaba que el SIDA fue desarrollado en el laboratorio militar de Fort Detrick en Maryland, Estados Unidos, mediante ingeniería genética. Segal no compartía la hipótesis que se mantenía en esos tiempos sobre el origen del SIDA, argumentando que no era lógico que el SIV mutase al HIV al pasar del mono verde al hombre, siendo que este virus existe en muchos seres humanos tanto en África como en Estados Unidos sin causar ninguna enfermedad. Afirmando que una mutación tan drástica tenía muy pocas probabilidades de ocurrir, además de que resultaba sospechoso que dicha enfermedad apareciese justo en ese momento histórico y no durante los miles de años que los seres humanos y los monos verdes africanos han interactuado. Esto tras haber estudiado una muestra de 104 monos verdes africanos (Cercocebus atys atys) que murieron de una enfermedad cuyos síntomas eran idénticos al del SIDA humano descubrió que estaban infectados por un virus que actualmente se conoce como SIV (Virus de la Inmunodeficiencia Simia) teorizando que este virus habría llegado al ser humano por zoonosis a través de mordeduras, arañazos o el consumo de carne de mono verde. Una vez dentro del cuerpo humano el SIV habría mutado hasta convertirse en el HIV. Actualmente se sabe que existen dos tipos de HIV, el HIV-1 y el HIV-2, siendo el 2 una variante menos virulenta y menos distribuida ya que solamente existe en África Occidental y se originó a partir de zoonosis del SIV del mono verde al ser humano (aunque el HIV-2 fue caracterizado apenas en 2010 y en ese entonces de desconocía completamente de su existencia); sin embargo en sus inicios esta teoría fue férreamente criticada porque se desconocían los mecanismos de la zoonosis viral y porque se encontraron casos de pacientes con ambos virus, el VIH y el SIV, en Estados Unidos, descubriéndose que el 53% de los casos de SIDA en Estados Unidos poseían ambos virus.

#### Operación Infektion
A mediados de los 80 la KGB había hecho declaraciones similares a las de Segal. En 1985 el periódico Patriota publicó un artículo titulado "Pánico en el oeste o lo que se esconde detrás de la sensación que rodea al SIDA" con el mero propósito de publicar desinformación. En él se culpó a los Estados Unidos de la creación del VIH con base a una carta anónima enviada al editor del periódico en julio de 1983 de un ”bien conocido científico y antropólogo americano” quien proclamaba que el VIH había sido creado en Fort Detrick por ingenieros genéticos y microbiólogos con el fin de usarlo como arma biológica. Aunque la KGB y Segal no trabajaban juntos, esto queda claro al revisar las hipótesis que proponían pues la KGB compartía la idea de que el virus se originó en alguna parte de África o América del Sur y de ahí las fuerzas especiales de los Estados Unidos y el Pentágono diseñaron un protocolo para aislar y emplear el virus como arma biológica, primero se experimentó con la población americana y después se pretendía usar contra sus enemigos. Por otro lado, Segal afirmaba que el origen del virus era un virus producido en un laboratorio de Estados Unidos. Fue hasta 1986 cuando la KGB anunció que apoyaba la hipótesis de Segal, pero en 1987 la KGB retiró sus declaraciones debido a las objeciones presentadas por los Estados Unidos y la reunión del secretario de estado George P. Shultz con el secretario general Gorbachov el 23 de octubre de 1987 en Moscú. Mientras que Segal sostuvo su hipótesis hasta su muerte en 1995.

## Hipótesis de Duesberg
En 1987, el afamado biólogo molecular Peter Duesberg cuestionó abiertamente en un artículo de la reconocida revista Cancer Research la relación entre el virus descubierto por Montagnier y Gallo y el SIDA. Casi una década más tarde publicó un libro titulado Inventing the AIDS virus en el que demostraba, basándose en los cuatro postulados de Koch (los cuales son considerados obsoletos por la mayoría de los epidemiólogos desde la década de los 50 del siglo pasado e incluso fueron criticados por contemporáneos del mismo Koch), asegurando que el VIH es solo un virus pasajero y que (al menos en países desarrollados) el SIDA realmente es causado por el uso intensivo de drogas recreativas, especialmente en jóvenes homosexuales, lo cual debilitaría sus sistemas inmunes a tal punto que colapsaría a causa del gran número de infecciones bacterianas, virales y parasitarias. En este libro acusa a varias instituciones estadounidenses como el Centro de Control de Enfermedades, la Fundación Nacional de Ciencias y el Instituto Nacional de Salud de actuar de manera irresponsable al buscar demostrar forzosamente que el VIH es el causante del SIDA ya que en esa época en la industria farmacéutica estaba en boga la búsqueda de virus causantes de cáncer y otras enfermedades. Para fundamentar su hipótesis, Duesberg se basó en los siguientes hechos:
- El VIH se transmite de madre a hijo con una eficiencia del 50 %.La eficiencia real puede ser mayor debido a que algunos provirus solo se activan con la edad avanzada. Por otro lado, la transmisión sexual del VIH es ineficiente porque no hay VIH en el semen. La distribución de las enfermedades venéreas no es exclusiva de un solo sexo, pero el 90% del sida estadounidense está restringido a los varones. El 94 % de los estadounidenses que tienen sida han consumido medicamentos recreativos, psicoactivos y afrodisiacos.[21]
- Cronológicamente la aparición del SIDA, en los Estados Unidos, coincidió con un aumento en el consumo de drogas psicoactivas. La Oficina de Estadísticas de Justicia informó que el número de arrestos por posesión de drogas en los Estados Unidos aumentó de 450,000 en 1980 a 1.4 millones en 1989. Aproximadamente el 72 % de los pacientes estadounidenses con SIDA y más del 80% de la población en general han sido arrestados por posesión de drogas y en general son hombres entre 24-44 años de edad.[21]
- El 50% de los niños estadounidenses que nacieron con VIH fue porque lo heredaron. Las madres de estos niños confirmaron que usaban drogas intravenosas, también el 20% de las madres tuvieron relaciones sexuales con hombres que usaban drogas intravenosas. De allí la suposición de que si el hombre usa drogas también lo hace la mujer, para justificar su hipótesis sobre que el SIDA se origina a partir del uso de drogas y no por tener relaciones sexuales sin protección.[21]
- El 60 % de los pacientes estadounidenses con SIDA son hombres homosexuales de 20 a 40 años de edad. En una encuesta realizada en 1990 a 3916 hombres homosexuales estadounidenses informa que el 83% había usado por lo menos una droga y el 60% de esas personas mencionaron haber consumido más de dos drogas mientras tenían relaciones sexuales, en los 6 meses anteriores a la encuesta.[21]

A partir de los datos anteriores Duesberg concluye que la epidemia del SIDA es sólo un subproducto del desmedido uso de drogas, por lo tanto, según Duesberg, el SIDA no lo origina el VIH, debido a que el VIH se originó mucho tiempo antes de que surgiera el SIDA, por lo tanto no pueden estar relacionados. Entonces el SIDA es causado  por el consumo de drogas y para terminar con la epidemia del SIDA se tenía que terminar con el consumo de drogas.

## Respuesta científica a la hipótesis de Duesberg
El consenso de la comunidad científica es que el VIH es el causante directo del SIDA. Esto se ha probado en base a numerosos estudios que muestran que una persona infectada con VIH desarrollará SIDA dentro de un rango de cinco a diez años; que demuestran; que la carga viral (concentración del virus en la sangre) está directamente relacionada con la gravedad de la enfermedad; que el mecanismo de acción del VIH está lo suficientemente elucidado; y que el uso de medicamentos antirretrovirales ayuda a extender la esperanza de vida y abatir la mortalidad de la enfermedad.
En 1994 un grupo de investigadores auspiciados por la revista Science llevó a cabo un estudio con duración de 3 meses con el propósito de refutar la hipótesis de Duesberg luego de que el 28 de octubre durante una conferencia de prensa llevada a cabo en un hotel de Carolina del Norte, el Dr. Robert Willner se pinchase a sí mismo con una aguja impregnada con la sangre de un hombre con SIDA. Los investigadores llegaron a las siguientes conclusiones:
```
Los 
postulados de Koch
 en los que se basa Duesberg para afirmar que el VIH no es el causante del SIDA no son válidos y han quedado obsoletos. No obstante, el VIH cumple con los postulados de Koch ya que: 1) El VIH puede encontrarse en la sangre de todos los pacientes de SIDA, 2) El VIH ya ha sido aislado e identificado positivamente como el causante del SIDA tras haber sido cultivado in vivo, 3) El VIH provoca el SIDA cada vez que se inocula en un organismo saludable y 4) El VIH aislado de un paciente muerto por causas derivadas del SIDA es idéntico al virus que se encuentra en la sangre de un infectado VIH positivo pero que aún no desarrolla la enfermedad.
```

- A pesar de que el uso constante de drogas recreativas, especialmente las inyectables, es, más allá de toda duda razonable, perjudicial para la salud y que pueden ocasionar daños significativos al sistema inmune, estos no corresponden al tipo de daños provocados por el VIH ni a los vistos en pacientes con SIDA pues estos son mucho más graves.
- La zidovudina (anteriormente conocida como azidotimidina o AZT) no es causante del SIDA en pacientes VIH positivos, contrario a lo proclamado por Duesberg, sino que ayuda a prevenir su transmisión, especialmente de madre a hijo durante el parto o por uso de agujas contaminadas. El error cometido por Duesberg consistió en confundir con SIDA a los efectos secundarios derivados del uso de la zidovudina.
- Pacientes VIH negativos no experimentan un colapso de su sistema inmune, cosa que sí ocurre en pacientes con SIDA. En otras palabras, no es posible padecer SIDA sin también ser VIH positivo. Contrario a lo afirmado por Duesberg; que muchos pacientes VIH positivos que no reciben tratamiento antirretroviral no desarrollan SIDA.